# كريسيبي دي أدا
كريسيبي دي أدا (بالإيطالية: Crespi d'Adda)‏ هي مستوطنة تاريخية في مدينة كابريت سان جرفاسيو في إقليم لومبارديا في شمال إيطاليا. وهي أحد الأمثلة البارِزة في القرن التاسع عشر وأوائل القرن العشرون على المدن المملوكة لشركة لأصحاب المصانع الكبرى لتلبية احتياجات العُمال. الموقع لا يزال قائماً، ويستخدم جزئياً للأغراض الصناعية، على الرغم من تغير الظروف الاقتصادية والاجتماعية التي تُهدد بقائُها. وقد أصبحت مُنذ سنة 1995 أحد مواقع التراث العالمي لليونيسكو.
مبنى كريستوفورو بنينو كريسبي وهو شركة تصنيع المنسوجات في بوستو أرسيتسيو في مقاطعة فاريزي، قام بشراء 1 كم من الوادي الواقع بين نهري بريمبو وأدا جنوب كابريت، وذلك بقصد تركيب مطحنة القطن على ضفاف نهر أدا.